# Love Sux
Love Sux (с англ. — «Любовь — отстой») — седьмой студийный альбом канадской исполнительницы Аврил Лавин. Релиз состоялся 25 февраля 2022 года под руководством лейблов Elektra Records и DTA Records. В музыкальном плане, альбом сочетает в себе стилистику жанров эмо-поп и скейт-панка, в духе первых 3 пластинок певицы, которые были вдохновлены такими группами как Blink-182, Green Day, NOFX и The Offspring. В альбоме имеются 3 дуэтных трека: с Machine Gun Kelly, с Blackbear и с Марком Хоппусом из Blink-182. В поддержку альбома вышло 2 сингла: «Bite Me» и «Love It When You Hate Me» (совместно с Blackbear).
В целом, альбом получил положительные отзывы музыкальных критиков, став самым рейтинговым альбомом Аврил на сегодняшний день. Он дебютировал на девятом месте в американском Billboard 200 с 30 000 эквивалентными тиражами альбомов, из которых 19 000 были продажами чистых альбомов. Он также вошел в топ-10 в Австралии, Германии, Канаде, Японии и Великобритании.
3 ноября 2022 года Аврил сообщила на своей странице в Твиттере, что делюкс-версия Love Sux выйдет 25 ноября 2022 года. В эту версию войдёт вышедший сингл «I'm A Mess», который был записан в дуэте с британским певцом YOUNGBLUD.

## Задумка и создание
После выхода предыдущего студийного альбома Head Above Water (2019) в мае 2020 года Аврил упомянула в интервью журналу American Songwriter, что «хотела бы выпустить немного музыки в 2021 году и что уже начала работать над новым материалом, который может лечь в основу её следующего альбома». В декабре 2020 года Лавин подтвердила, что записывает новую музыку с продюсерами Джоном Фельдманом, Mod Sun, Трэвисом Баркером и Machine Gun Kelly. 8 января 2021 года состоялся релиз трека Mod Sun «Flames», в котором приняла участие Аврил. В этом же месяце Лавин сообщила в своих социальных сетях, что собирается представить новую музыку в первой половине 2021 года, а также подтвердила, что запись нового альбома завершена. 16 июля 2021 года Уиллоу Смит выпустила свой четвёртый студийный альбом Lately I Feel Everything, в трек-листе которого есть песня «G.R.O.W.» при участии Аврил Лавин и Трэвиса Баркера. Видеоклип на данный трек был выпущен в октябре этого же года.
В сентябре 2021 года Лавин приняла участие в 2021 MTV Video Music Awards и подтвердила в интервью, что её новая музыка должна выйти в октябре. 28 октября 2021 года Аврил выступила в прямом эфире шоу Трэвиса Баркера Travis Barker’s House of Horrors. 3 ноября Лавин сообщила, что подписала контракт с лейблом Баркера DTA Records. 5 ноября Аврил анонсировала свой новый сингл под названием «Bite Me», релиз которого состоялся 10 ноября. 13 января 2022 года Аврил анонсировала второй сингл «Love It When You Hate Me», записанного при участии Blackbear. На следующий день она раскрыла название альбома Love Sux и дату его релиза — 25 февраля.

## Структура и тематика
В интервью для Entertainment Weekly Аврил описала Love Sux как «самый альтернативный альбом, в котором я принимала участие от начала до конца», далее пояснив: «В большинстве моих альбомов есть поп-песни, баллады и они довольно разнообразны. Люди, с которыми я работала над этой пластинкой, действительно понимали меня и были выходцами из этого музыкального жанра». Она описала запись альбома как ощущение, будто бы она «вновь вернулась в старшую школу, общаясь с людьми, с которыми выросла и это было очень легко». В интервью для Nylon Лавин рассказала, что «альбом лёгкий и счастливый, хотя в нём есть несколько песен о разбитом сердце и расставании», одновременно с этим, «он является гимном и достаточно мощный; в нём есть позитивный посыл для людей, чтобы они могли постоять за себя и иметь чувство собственного достоинства». Далее она сказала, что Love Sux — это альбом, который она «очень хотела сделать за всю свою карьеру».

## Промокампания
«Bite Me» — лид-сингл с альбома. Релиз трека состоялся 10 ноября 2021 года, а премьера видеоклипа 12 ноября. Режиссёром клипа выступила Ханна Люкс Дэвис. В новом видео Аврил «вернулась» во времена эры The Best Damn Thing (2007) и вновь предстала в образе панк-рок девушки. «Love It When You Hate Me» — второй сингл с альбома. Релиз трека состоялся 14 января 2022 года. В записи песни принял участие американский исполнитель Blackbear.
26 февраля Лавин исполнила песни из нового альбома, а также свои старые хиты во время концерта в Roxy Theatre, в восточном Голливуде. Из Love Sux Аврил исполнила «Bite Me», «Love It When You Hate Me» и «Bois Lie».
3 мая 2022 года в Монктоне (Канада) стартует концертный тур в поддержку альбома. В рамках турне Аврил даст концерты в Канаде, США, Бразилии и в нескольких странах Европы. Изначально тур должен был начаться в апреле 2022 года, однако европейская ветка была перенесена на 2023 год в связи с пандемией коронавируса.

## Реакция критиков
| Совокупная оценка    | Совокупная оценка                                                        |
| Источник             | Оценка                                                                   |
| -------------------- | ------------------------------------------------------------------------ |
| Metacritic           | 74/100                                                                   |
| Оценки критиков      |                                                                          |
| Источник             | Оценка                                                                   |
| AllMusic             | [ 29 ]                                                                   |
| Clash                | 8/10                                                                     |
| Gigwise              | [ 31 ]                                                                   |
| The Independent      | [ 32 ]                                                                   |
| Kerrang!             | [ 33 ]                                                                   |
| The Line of Best Fit | 6/10                                                                     |
| musicOMH             | [ 35 ]                                                                   |
| NME                  | [ 36 ]                                                                   |
| Rolling Stone        | [ 37 ]                                                                   |
| The Guardian         | 3 из 5 звёзд · 3 из 5 звёзд · 3 из 5 звёзд · 3 из 5 звёзд · 3 из 5 звёзд |

Love Sux получил положительные отзывы от музыкальных критиков. На сайте-агрегаторе Metacritic альбом получил 74 балла из 100 возможных, что является лучшим результатом в её карьере.

## Коммерческий успех
В Японии Love Sux дебютировал на седьмом месте в японском чарте Oricon с чистыми продажами в 11.134 копий за первую неделю, из которых 1252 были цифровыми копиями, что сделало его седьмым студийным альбомом Лавин, вошедшим в топ-10 чарта Японии. В чарте Billboard Japanese Hot Albums альбом дебютировал на шестой строчке.

## Список композиций
| №                   | Название                                         | Автор(ы)                                              | Продюсеры                      | Длительность |
| ------------------- | ------------------------------------------------ | ----------------------------------------------------- | ------------------------------ | ------------ |
| 1.                  | «Cannonball»                                     | Avril Lavigne Derek Smith John Feldmann               | Feldmann Travis Barker Mod Sun | 2:18         |
| 2.                  | «Bois Lie» (featuring Machine Gun Kelly)         | Lavigne Colson Baker Smith Feldmann                   | Feldmann Barker Mod Sun        | 2:43         |
| 3.                  | «Bite Me»                                        | Lavigne Smith Feldmann Christopher Comstock Omer Fedi | Feldmann Mod Sun Travis Barker | 2:39         |
| 4.                  | «Love It When You Hate Me» (featuring Blackbear) | Lavigne Matthew Musto Smith Feldmann                  | Feldmann Mod Sun Barker        | 2:25         |
| 5.                  | «Love Sux»                                       | Lavigne Smith Feldmann                                | Feldmann Barker Mod Sun        | 2:48         |
| 6.                  | «Kiss Me Like The World Is Ending»               | Lavigne Smith Feldmann                                | Feldmann Barker Mod Sun        | 2:50         |
| 7.                  | «Avalanche»                                      | Lavigne Smith Feldmann                                | Feldmann Mod Sun               | 3:39         |
| 8.                  | «Déjà Vu»                                        | Lavigne Smith Feldmann                                | Feldmann Mod Sun               | 3:23         |
| 9.                  | «F.U.»                                           | Lavigne Nick Long Barker                              | Barker                         | 2:47         |
| 10.                 | «All I Wanted» (featuring Mark Hoppus)           | Lavigne Hoppus Smith Feldmann                         | Feldmann Barker Mod Sun        | 2:32         |
| 11.                 | «Dare To Love Me»                                | Lavigne                                               | Feldmann Mod Sun               | 3:34         |
| 12.                 | «Break Of A Heartache»                           | Lavigne                                               | Feldmann Mod Sun               | 1:51         |
| Общая длительность: | Общая длительность:                              | Общая длительность:                                   | Общая длительность:            | 30:49        |

| №                   | Название                                                   | Автор(ы)                                 | Продюсеры               | Длительность |
| ------------------- | ---------------------------------------------------------- | ---------------------------------------- | ----------------------- | ------------ |
| 13.                 | «I'm A Mess» (with YUNGBLUD)                               | Lavigne Dominic Harrison Feldmann Barker | Feldmann Barker         | 3:07         |
| 14.                 | «Mercury In Retrograde»                                    |                                          |                         | 2:09         |
| 15.                 | «Bite Me» (Acoustic)                                       | Lavigne Smith Feldmann Marshmello Fedi   | Feldmann Mod Sun Barker | 3:09         |
| 16.                 | «Love It When You Hate Me» (Acoustic; featuring Blackbear) | Lavigne Musto Smith Feldmann             | Feldmann Mod Sun Barker | 2:33         |
| 17.                 | «Bois Lie» (Acoustic; featuring Machine Gun Kelly)         | Lavigne Colson Baker Smith Feldmann      | Feldmann Barker Mod Sun | 2:50         |
| 18.                 | «Pity Party»                                               |                                          |                         | 1:54         |
| Общая длительность: | Общая длительность:                                        | Общая длительность:                      | Общая длительность:     | 49:20        |

| №                   | Название             | Автор(ы)                             | Продюсеры               | Длительность |
| ------------------- | -------------------- | ------------------------------------ | ----------------------- | ------------ |
| 13.                 | «Bite Me» (Acoustic) | Lavigne Smith Feldmann Comstock Fedi | Feldmann Mod Sun Barker | 3:09         |
| Общая длительность: | Общая длительность:  | Общая длительность:                  | Общая длительность:     | 33:58        |

| №                   | Название                            | Автор(ы)                                                      | Продюсеры           | Длительность |
| ------------------- | ----------------------------------- | ------------------------------------------------------------- | ------------------- | ------------ |
| 1.                  | «Complicated»                       | Lavigne Lauren Christy Scott Spock Graham Edwards             | The Matrix          | 4:04         |
| 2.                  | «Girlfriend»                        | Lavigne Lukasz Gottwald                                       | Dr. Luke            | 3:36         |
| 3.                  | «I’m with You»                      | Lavigne Christy Spock Edwards                                 | The Matrix          | 3:43         |
| 4.                  | «My Happy Ending»                   | Lavigne Butch Walker                                          | Walker              | 4:02         |
| 5.                  | «Sk8er Boi»                         | Lavigne Christy Spock Edwards                                 | The Matrix          | 3:24         |
| 6.                  | «What the Hell»                     | Lavigne Max Martin Shellback                                  | Martin Shellback    | 3:39         |
| 7.                  | «Head Above Water»                  | Lavigne Stephan Moccio Travis Clark                           | Moccio              | 3:40         |
| 8.                  | «Here's to Never Growing Up»        | Lavigne Martin Johnson Chad Kroeger David Hodges Jacob Kasher | Johnson             | 3:34         |
| 9.                  | «Losing Grip»                       | Lavigne Clif Magness                                          | Magness             | 3:53         |
| 10.                 | «Smile»                             | Lavigne Martin Shellback                                      | Martin Shellback    | 3:29         |
| 11.                 | «Hello Kitty»                       | Lavigne Johnson Kroeger Hodges                                | Johnson             | 3:17         |
| 12.                 | «Complicated» (from the first take) | Lavigne Lauren Christy Scott Spock Graham Edwards             |                     | 4:03         |
| 13.                 | «Bite Me» (from the first take)     | Lavigne Feldmann Smith Fedi Marshmello                        |                     | 3:07         |
| Общая длительность: | Общая длительность:                 | Общая длительность:                                           | Общая длительность: | 84:09        |

## Чарты
| Чарт (2022)                       | Высшая позиция |
| --------------------------------- | -------------- |
| Австралия (ARIA)                  | 3              |
| Нидерланды (Album Top 100)        | 23             |
| Германия (Offizielle Top 100)     | 6              |
| Ирландия (Irish Albums Chart)     | 19             |
| Италия (FIMI)                     | 22             |
| Япония (Oricon)                   | 7              |
| Япония (Billboard Japan)          | 6              |
| Новая Зеландия (RMNZ)             | 19             |
| Шотландия (Scottish Albums Chart) | 4              |
| Великобритания (UK Albums Chart)  | 3              |

## История релиза
| Регион | Дата            | Формат                                        | Версия              | Лейбл       | Ссылки        |
| ------ | --------------- | --------------------------------------------- | ------------------- | ----------- | ------------- |
| Мир    | 25 февраля 2022 | CD Аудиокассета Цифровая дистрибуция Стриминг | Стандартное издание | Elektra DTA | [ 57 ]        |
| Япония | 25 февраля 2022 | CD                                            | Японское издание    | Sony        | [ 58 ]        |
| Япония | 2 ноября 2022   | CD Цифровая дистрибуция                       | Тур-издание         | Sony        | [ 45 ] [ 46 ] |